# Monazita-(Sm)
La monazita-(Sm) és un mineral de la classe dels fosfats, que pertany al grup de la monazita. Rep el seu nom per la seva relació amb la monazita i pel seu contingut de samari com a element dominant.

## Característiques
La monazita-(Sm) és un fosfat de fórmula química Sm(PO₄). Va ser aprovada com a espècie vàlida per l'Associació Mineralògica Internacional l'any 2001. Cristal·litza en el sistema monoclínic.
Segons la classificació de Nickel-Strunz, la monacita-(Sm) pertany a «08.A - Fosfats, etc. sense anions addicionals, sense H₂O, només amb cations de mida gran» juntament amb els següents minerals: nahpoïta, monetita, weilita, švenekita, archerita, bifosfamita, fosfamita, buchwaldita, schultenita, chernovita-(Y), dreyerita, wakefieldita-(Ce), wakefieldita-(Y), xenotima-(Y), pretulita, xenotima-(Yb), wakefieldita-(La), wakefieldita-(Nd), pucherita, ximengita, gasparita-(Ce), monacita-(Ce), monacita-(La), monacita-(Nd), rooseveltita, cheralita, tetrarooseveltita, chursinita i clinobisvanita.

## Formació i jaciments
Va ser descoberta a la pegmatita Annie Claim #3, al cinturó de roques verdes de Bird River, a Manitoba, Canadà. També ha estat descrita a la mina Brown Derby (Colorado, Estats Units), al dipòsit de niobi i terres rares de Belaya Zima, a les muntanyes Saian (Tuvà, Rússia), i a la Sierra de Cobres, a Cobres (Salta, Argentina).